# Kecamatan Setiabudi
Kecamatan Setiabudi är ett distrikt i Jakarta Selatan (Södra Jakarta) i Indonesien. Det ligger i provinsen Jakarta, i den västra delen av landet. Huvudstaden Jakarta ligger i Kecamatan Setiabudi.[källa behövs]